# Округ Катахула (Луизијана)
Катахула (енгл. Catahoula Parish) је округ у америчкој савезној држави Луизијана.

## Демографија
По попису из 2010. године број становника је 10.407, што је 513 (-4,7%) становника мање него 2000. године.
| Група             | 2000.         | 2010.         |
| Белци             | 7.785 (71,3%) | 6.946 (66,7%) |
| Афроамериканци    | 2.962 (27,1%) | 3.280 (31,5%) |
| Азијати           | 14 (0,1%)     | 3 (0,0%)      |
| Хиспаноамериканци | 101 (0,9%)    | 90 (0,9%)     |
| Укупно            | 10.920        | 10.407        |